# Hep-Hep-Krawalle

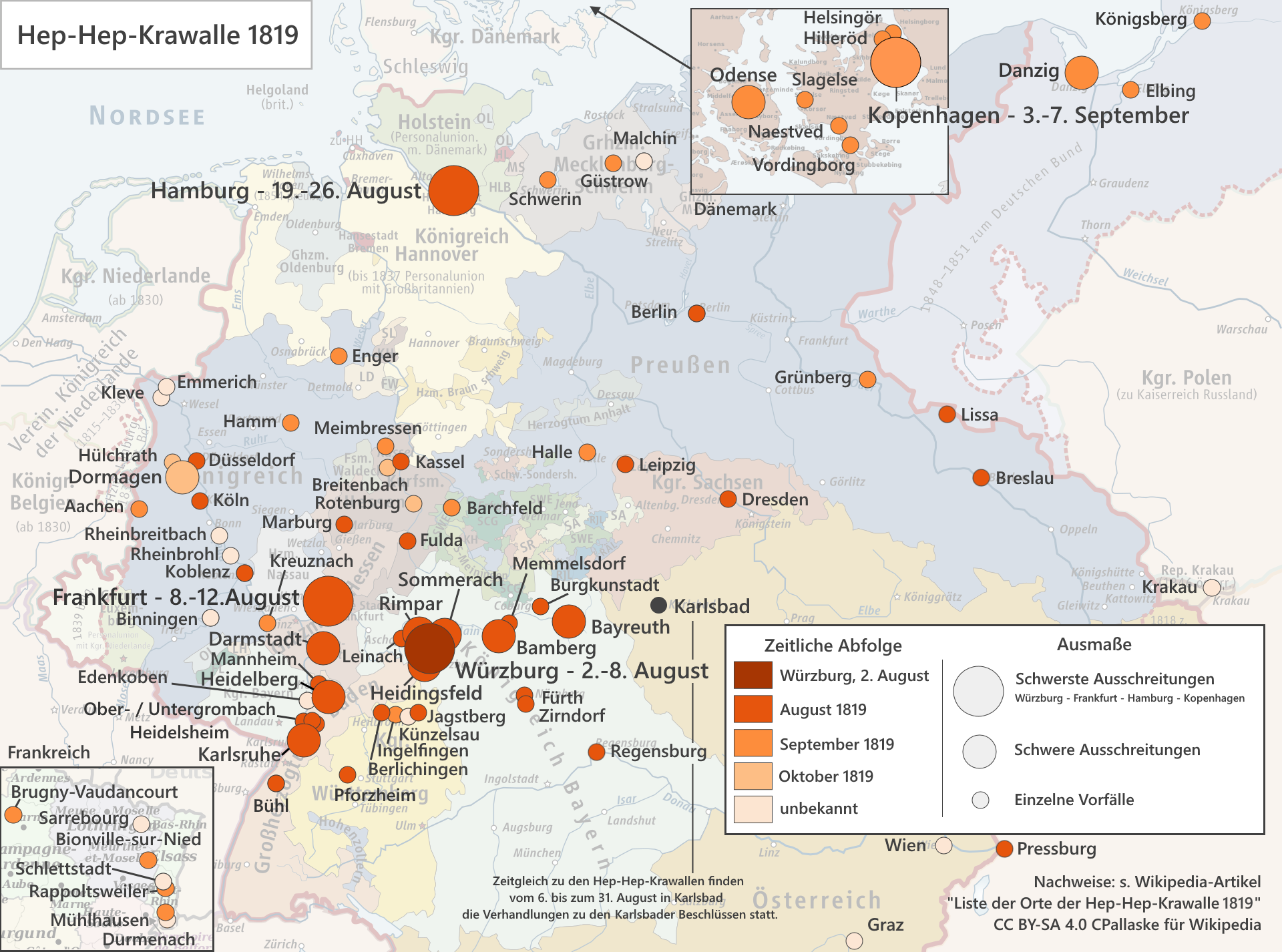
Karte der Hep-Hep-Krawalle 1819 (von 2022, s. Liste der Orte der Hep-Hep-Krawalle)

Die Hep-Hep-Krawalle („Hep-Hep“ oder „Hepp-Hepp“, wahrscheinlich abgeleitet vom Ruf der Viehtreiber, auch Hep-Hep-Unruhen) 1819 waren eine Welle gewalttätiger antijüdischer Ausschreitungen in vielen Städten und Ortschaften des Deutschen Bundes und über seine Grenzen hinaus, insbesondere in Dänemark. Die Krawalle begannen am 2. August 1819 in Würzburg. Weitere schwere Ausschreitungen ereigneten sich kurz darauf in Frankfurt am Main und in Städten von Franken und Baden, Ende August in Hamburg sowie im September in Kopenhagen und Danzig. Aus etwa 70 Orten sind zwischen August und Oktober 1819 kleinere Vorfälle überliefert.
Bei den Hep-Hep-Krawallen handelte es sich um die „erste weiträumige Judenverfolgung seit dem Mittelalter“ und „die bedeutendste Welle antijüdischer Ausschreitungen im frühen 19. Jahrhundert“. Weiter gefasst waren sie der größte überregionale Aufruhr im Deutschen Bund in der Restaurationsphase bis zur Revolution 1848 überhaupt.
Hintergrund der spontanen und unkoordiniert stattfindenden Unruhen war die damals kontroverse Debatte um die unter napoleonischer Herrschaft eingeleitete Judenemanzipation. Als maßgebliche Anstifter der Ausschreitungen gelten vor allem Kaufleute oder Handwerker, die vor Ort den vermehrten Zuzug oder den sozialen Aufstieg jüdischer Bürger missbilligten. An den Schauplätzen schwerer Ausschreitungen zog ein gewaltbereiter Mob durch die Städte und warf die Fenster jüdischer Wohn- und Geschäftshäuser ein. Relativ häufig wird auch von körperlichen Angriffen auf jüdische Personen berichtet. Zu Plünderungen von Geschäften oder zur Verwüstung von Synagogen kam es in Einzelfällen. Während es unter den angegriffenen Juden keine Todesopfer gab, wurden bei den Ausschreitungen in Würzburg ein Soldat und auf Seiten der Angreifer ein Kaufmann erschossen. Bei den zahlreichen kleineren Vorfällen handelte es sich meist um einzelne Steinwürfe, Menschenaufläufe, „Hep-Hep“-Rufe oder Drohungen verschiedener Art.
Polizei, Militär und Regierungsbehörden begegneten den Krawallen regional unterschiedlich und in der Anfangsphase oft zögerlich, ab September griffen sie energisch gegen aufkommende Unruhen durch. Die geheime Ministerialkonferenz, die zeitgleich ab dem 6. August 1819 in Karlsbad zusammentrat, missdeutete die Ausschreitungen als organisierte „revolutionäre Umtriebe“, weshalb die Hep-Hep-Krawalle maßgeblichen Einfluss auf die Verhandlungen und rasche Verabschiedung der Karlsbader Beschlüsse hatten.

## Übersicht: Orte der Hep-Hep-Krawalle

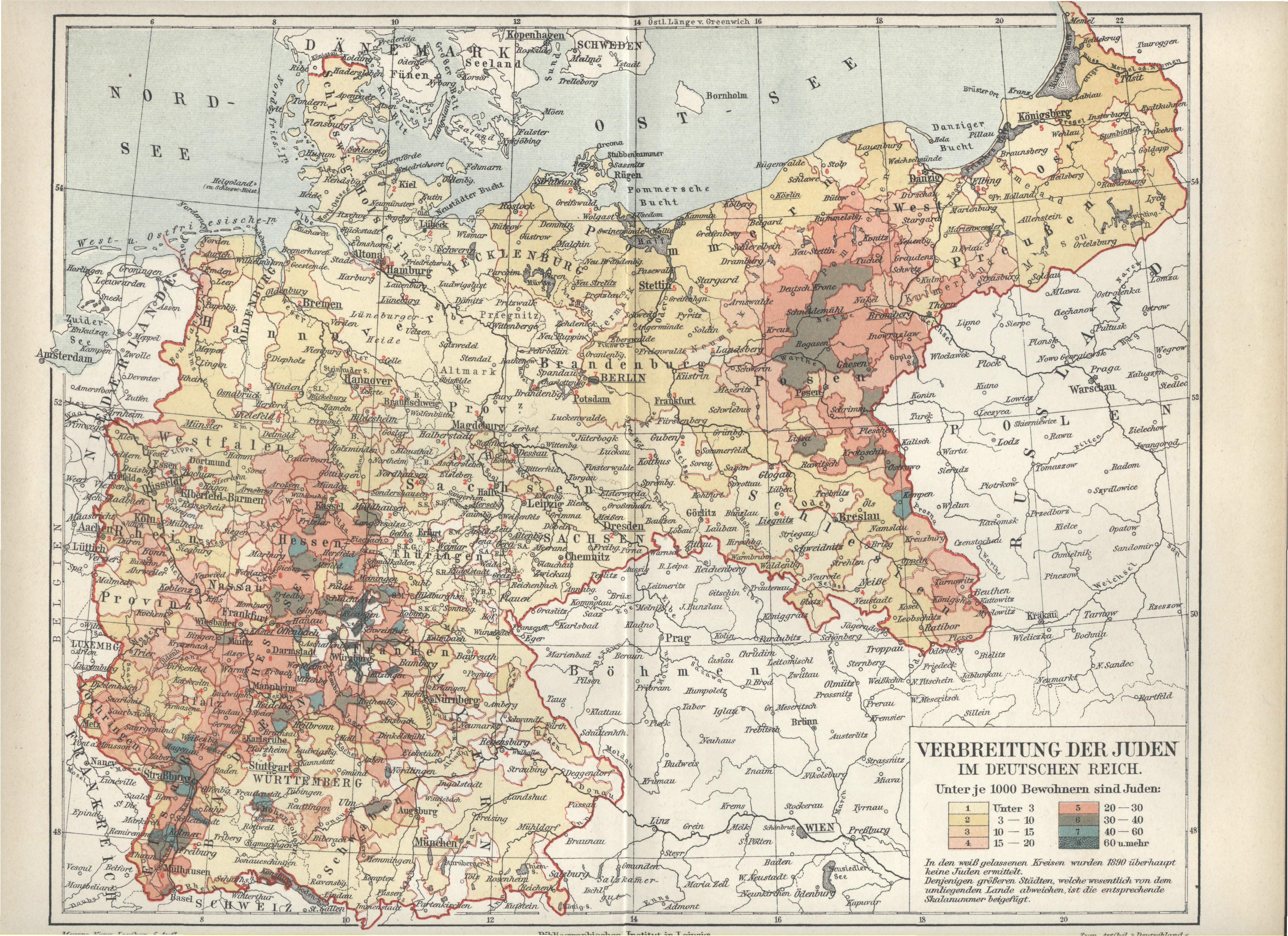
Karte Verbreitung der Juden im Deutschen Reich in den 1890er Jahren

Im Zusammenhang der Hep-Hep-Krawalle kam es in über 80 Städten und Ortschaften zwischen August und Oktober 1819 zu Ausschreitungen oder Vorfällen. Würzburg, Frankfurt am Main, Hamburg und Kopenhagen waren Schauplätze besonders schwerer Ausschreitungen, die über mehrere Tage andauerten und bei denen erst der Einsatz von Militär die Unruhen beenden konnte. Schwere Ausschreitungen ereigneten sich im August 1819 in Bamberg, Bayreuth, Darmstadt, Heidelberg, Heidelsheim, Karlsruhe, Rimpar und Sommerach, im September 1819 in Danzig und Odense sowie Mitte Oktober 1819 in Dormagen.
Daneben gab es in verschiedenen Städten und Ortschaften innerhalb und außerhalb des Deutschen Bundes kleinere Vorfälle wie Menschenaufläufe, „Hep-Hep“-Geschrei, einzelne Steinwürfe oder Androhungen von Gewalt, darunter auch Berlin, Breslau, Dresden, Düsseldorf, Graz, Halle, Kassel, Köln, Königsberg, Krakau, Leipzig, Mainz, Mannheim, Regensburg, Schwerin, Straßburg und Wien.
Die Krawalle fanden vor allem in Städten und Regionen in Südwestdeutschland statt, in denen vergleichsweise viele Juden lebten. Während des ganzen 19. Jahrhunderts geschahen antijüdische bzw. antisemitische Krawalle und Ausschreitungen auch in vielen anderen Städten und Ortschaften der deutschen Länder, ab 1871 im Deutschen Reich sowie in den Nachbarstaaten, insbesondere um 1830, 1848, 1866, zwischen 1881 und 1883 sowie zwischen 1898 und 1900. Zu keiner Zeit aber gab es gleichzeitig so viele Ausschreitungen wie während der Hep-Hep-Krawalle.

## Verlauf

### Würzburg – 2. bis 8. August 1819

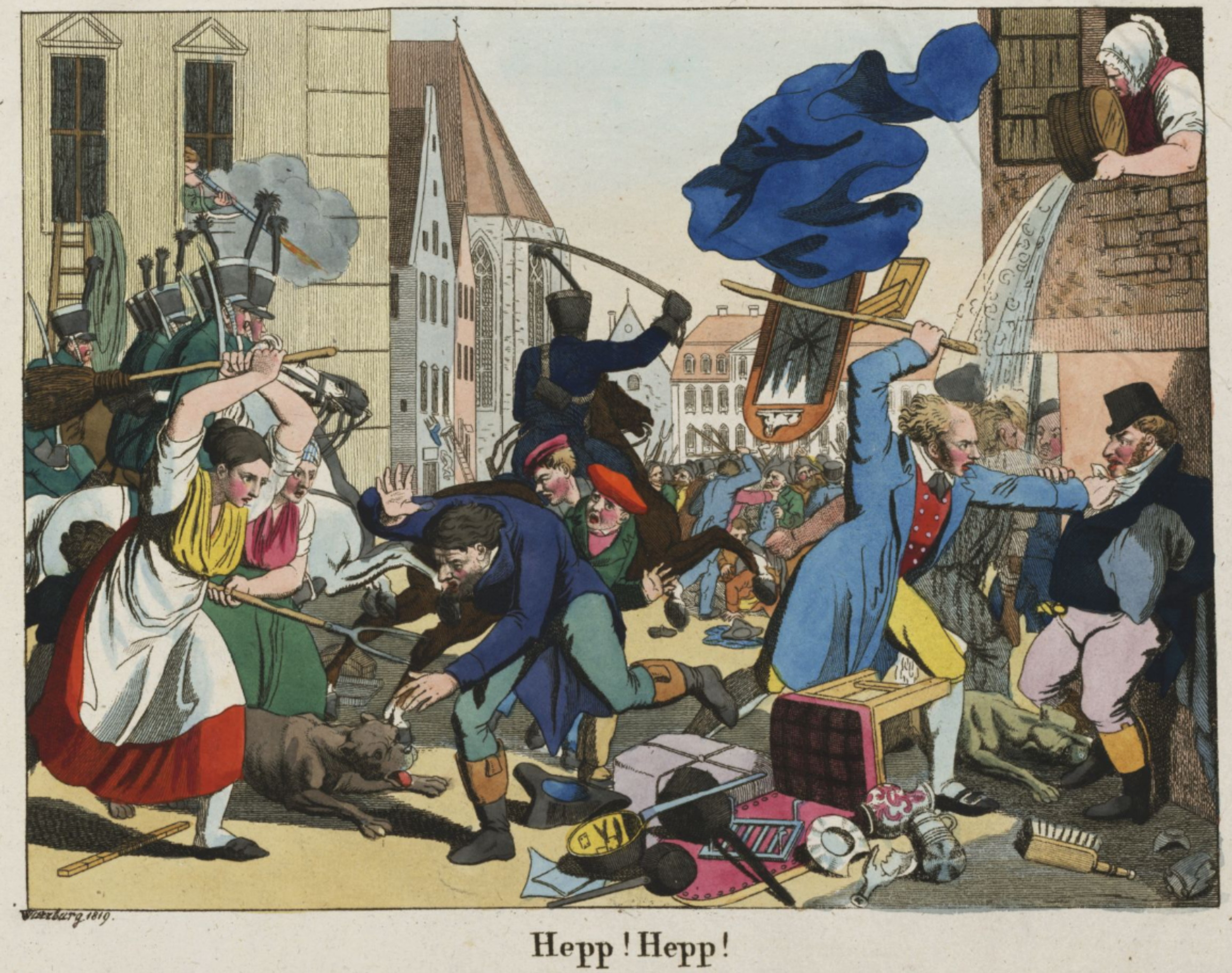
Johann Michael Voltz: „Würzburg 1819“ – „Hepp! Hepp!“, Kolorierte Radierung von 1819. Siehe hierzu den Abschnitt Überlieferung.

Die Hep-Hep-Krawalle nahmen am Montag, dem 2. August in Würzburg ihren Anfang. Würzburg gehörte erst seit 1814 zu Bayern und zählte 1819 etwa 400 jüdische Bewohner, von denen viele seit Beginn des 19. Jahrhunderts zugezogen waren.
Als möglicher Anlass der Unruhen gilt die Ankunft des aus München zurückkehrenden liberalen Landtagsabgeordneten Wilhelm Joseph Behr am Mittag des 2. August, der zwar kein Gegner der Judenemanzipation war, sich aber bei den kontrovers geführten Verhandlungen über das bayerische Judenedikt für bestimmte Bedingungen zur Verleihung des Bürgerrechts an Juden eingesetzt hatte. Er wurde von einer großen Menschenmenge empfangen, darunter viele Studenten. Abends formierten sich hunderte Angreifer, die unter „Hep-Hep“-Rufen randalierend durch die Würzburger Innenstadt zogen. Wodurch oder von wem die Unruhen an diesem Abend konkret ausgelöst wurden, lässt sich nicht belegen. Die Krawalle richteten sich vor allem gegen jüdische Geschäftsinhaber und ihre Familien. Ihre Läden, Warenlager und Wohnhäuser wurden attackiert, Fensterscheiben eingeworfen, die Firmenschilder abgerissen und vereinzelt auch Waren und Auslagen geplündert. Berichte erwähnen eine nicht genauer überlieferte Zahl verletzter Personen, die sich gegen die Ausschreitungen wehrten. Am 3. und 4. August erreichten die Gewaltexzesse ihren Höhepunkt, und zwei Menschen wurden getötet. Ein Stadtpolizist, der das Wohnhaus des Bankiers Jakob von Hirsch schützen sollte, erschoss am Abend des 3. August den judenfeindlichen und an den Angriffen beteiligten Kaufmann Josef Konrad, am folgenden Tag erschoss ein Schuhmacher einen Wachsoldaten. Zu diesem Zeitpunkt waren bereits die meisten der jüdischen Familien aus der Stadt in die umliegenden Dörfer und Städte geflohen. Viele fanden keine Unterkunft und übernachteten unter freiem Himmel. Das von der Würzburger Kreisregierung am 5. August auf 700 Soldaten aufgestockte Militär konnte die Situation erst nach drei Tagen unter Kontrolle bringen. Die meisten jüdischen Familien kehrten ab dem 8. August in ihre Häuser zurück. 16 Angreifer wurden verhaftet und vor Gericht gestellt. Die Krawalle flammten in der Folgezeit immer wieder auf. Drei Wochen nach den Krawallen wurde die Würzburger Synagoge verwüstet. Aus der Zeit nach den Krawallen sind außerdem verschiedene Drohschriften überliefert, die sich unter anderem gegen den Würzburger Hochschullehrer Sebald Brendel richteten, der sich in der Debatte um die Judenemanzipation für deren Gleichberechtigung eingesetzt und sich kritisch zu den Positionen seines Universitätskollegen Behr geäußert hatte.

Anonyme Drohschriften im Zusammenhang der Hep-Hep-Krawalle in Würzburg (Staatsarchiv Würzburg)
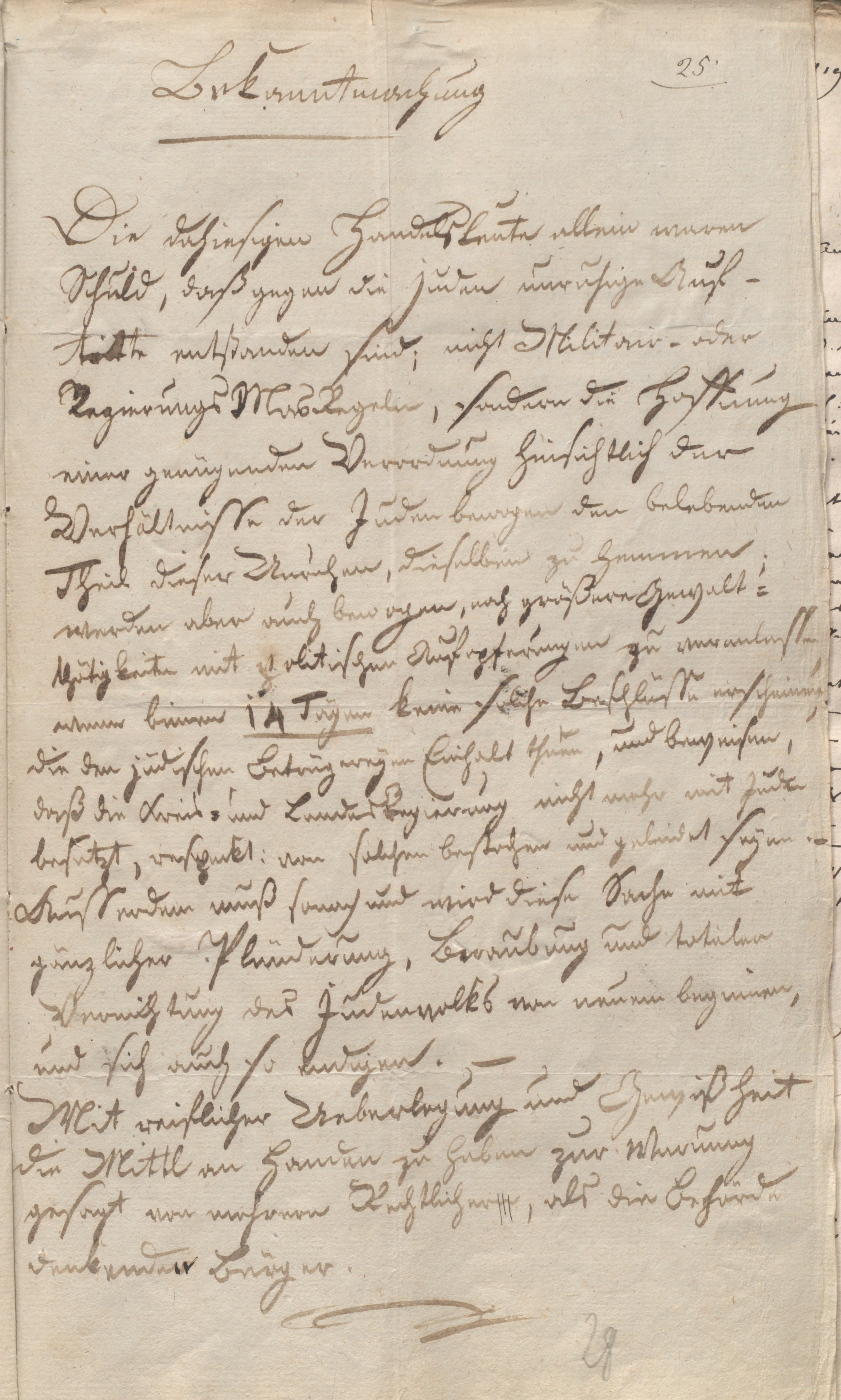
Bekanntmachung zur Fortsetzung der Krawalle, Androhung der totalen Vernichtung des Judenvolks, ohne Datum
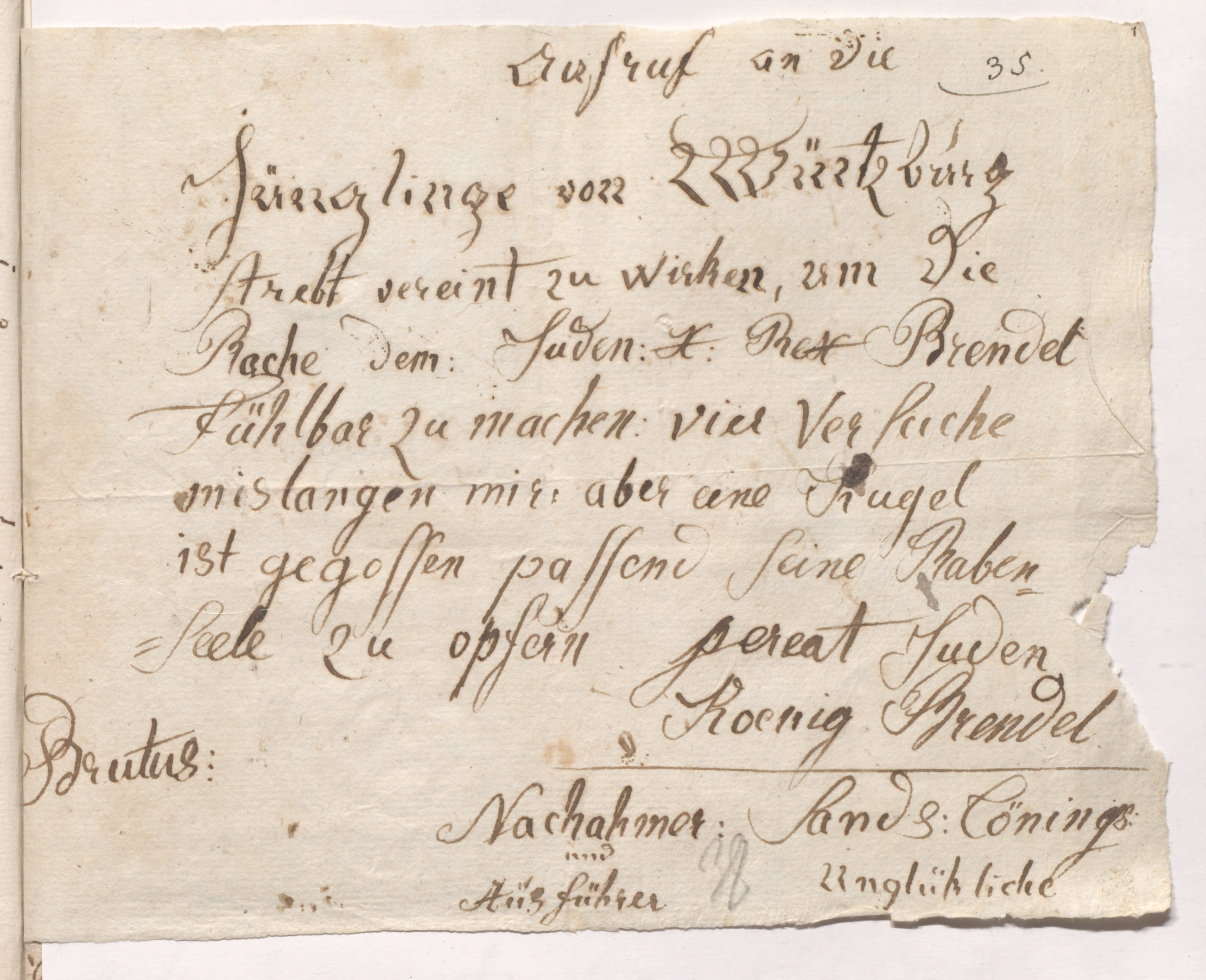
Aufruf an die Jünglinge von Würtzburg, Androhung der Ermordung von Sebald Brendel, ohne Datum
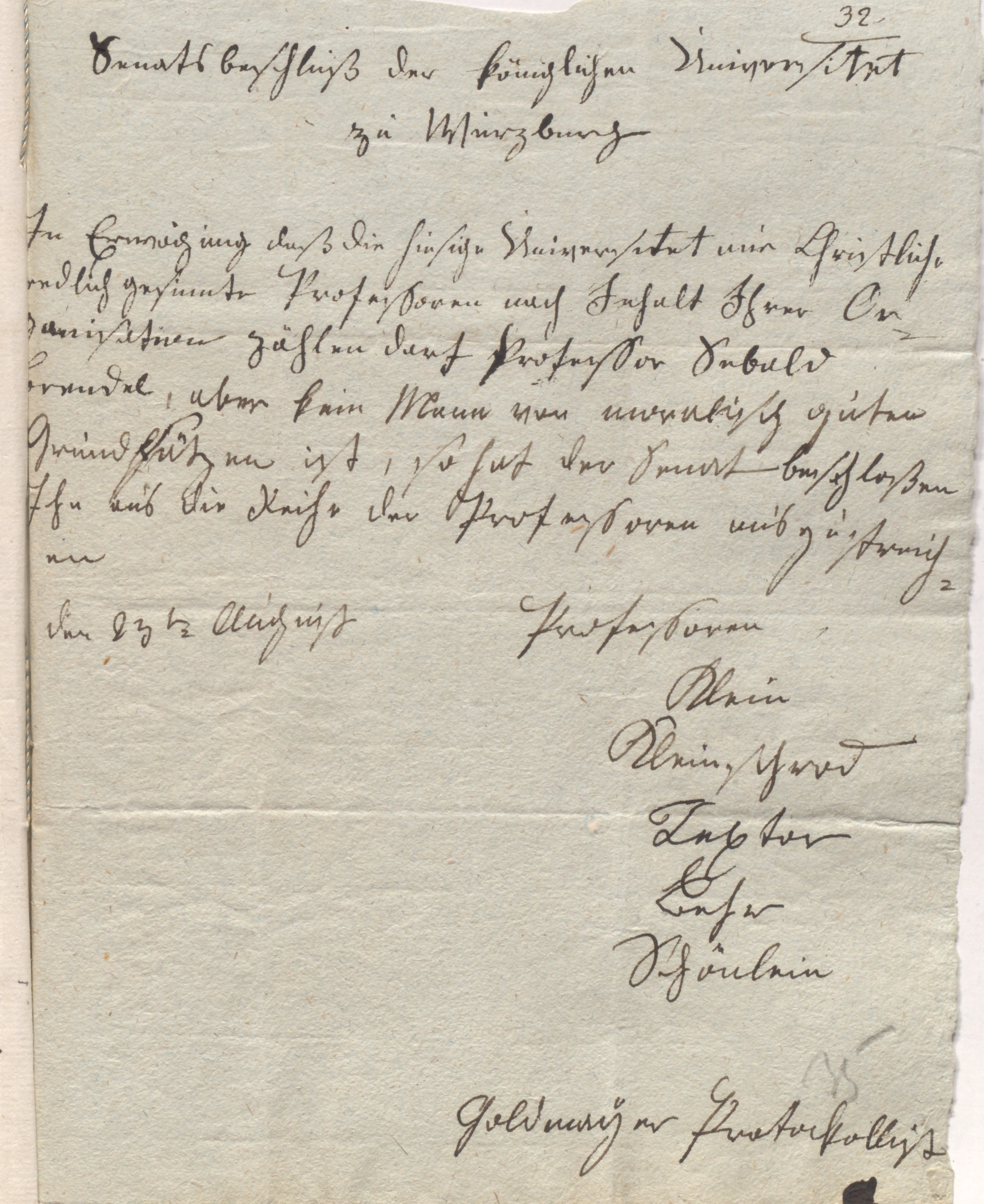
Gefälschter Senatsbeschluß zum Ausschluss von Sebald Brendel aus der Universität zu Würzburg, 23. August 1819

Die Würzburger Ereignisse erregten in der zeitgenössischen Presse große Aufmerksamkeit. In einem Bericht des Frankfurter Journals vom 7. August 1819 wurde die Schilderung der dortigen Gewaltexzesse mit antijüdischen Ressentiments verwoben:

„Wir haben zwei schreckenvolle Tage erlebt: Schon lange herrschte hier eine dumpfe Unzufriedenheit über die bedeutende Vermehrung der hiesigen Juden, von welchen in der Vorzeit gar keine hier geduldet waren, die endlich, wie der Ausbruch eines Vulkans in eine volle Empörung gegen dieselben ausbrach. Grosse Volksmassen stürmten am 3. die Häuser der hiesigen Juden; rissen unter wildem Geschrei ihre Aushängeschilder herunter, zertrümmerten solche, warfen Thüren, Fenster und Läden ein, und da sich mehrere der Juden zur Wehre setzten, so wurden sie durch Prügel sehr misshandelt. […] Nun flüchteten die Juden in Schaaren zur Stadt hinaus, was einen erschütternden Anblick gewährte, indem man sich von dem Heulen und Wehklagen derselben, auf ihrer Flucht, kaum einen Begriff machen kann. Das ausgerückte Militair stellte endlich die Ruhe wieder her; jedoch büssten auch von diesem Einige ihr Leben ein. Noch heute sieht man keinen Juden in hiesiger Stadt. Wenn solche Vorfallenheiten das Herz jedes Menschenfreundes mit Schmerz erfüllt, so ist es auf der anderen Seite leider nur zu wahr, dass die Juden in Deutschland in jeder Hinsicht besser daran sind, als die Christen: Sie arbeiten nicht, und wollen nicht arbeiten, bemächtigen sich alles Handels, und da sie sich über jede Beschimpfung und Erniedrigung hinaussetzen, so gelingt es ihnen durchaus, ihre Waaren zu Spottpreisen an den Mann zu bringen, während der ehrliebende christliche Kaufmann oft nahrungslos in seinem Gewölbe sitzt.“

Von Würzburg aus griffen die Krawalle in den kommenden Tagen zuerst auf verschiedene Städte und Orte in der näheren Umgebung über.

### Frankfurt am Main – 8. bis 12. August 1819

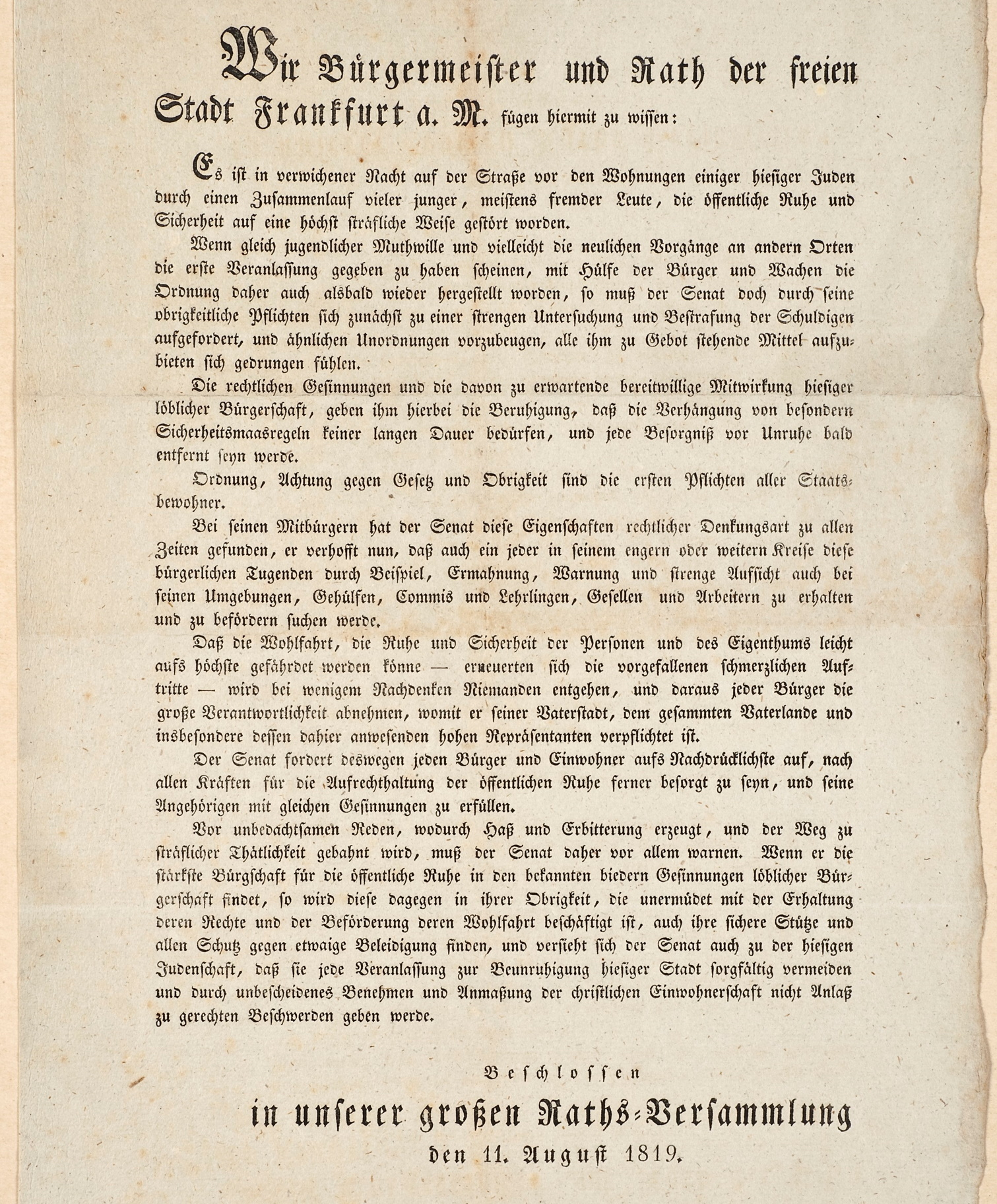
Bekanntmachung der Stadt Frankfurt vom 11. August 1819: „Es ist in verwichener Nacht auf der Straße vor den Wohnungen einiger hiesiger Juden durch einen Zusammenlauf vieler junger, meistens fremder Leute, die öffentliche Ruhe und Sicherheit auf eine höchst sträfliche Weise gestört worden.“

Frankfurt, damals Freie Stadt und Hauptstadt des Deutschen Bundes, war zwischen dem 8. und 12. August 1819 Schauplatz der neben Würzburg schwersten Gewaltexzesse. Jüdische Geschäfte und Wohnhäuser in der Umgebung der Judengasse wurden mit Steinen beworfen und Personen körperlich angegriffen. Während der Krawalle, bei denen auch Schusswaffen eingesetzt wurden, gab es Verletzte, anders als in Würzburg aber keine Toten. Die Zahl der Tumultanten und Angreifer, die sich am Abend des 10. August vor dem Geschäftshaus der Familie Rothschild versammelten, wird in zeitgenössischen Quellen mit bis zu 6.000 angegeben.
Viele jüdische Bewohner verließen an diesem Tag fluchtartig die Stadt. Obwohl einige Gesandte des Bundestags den Stadtrat sofort zum Eingreifen drängten, wurden die Polizeiwachen erst am Folgetag verstärkt. Der Bürgermeister und der Rat der Stadt Frankfurt gaben am 11. August eine Verfügung bekannt, in der die Krawalle als ein „Zusammenlauf vieler junger, meistens fremder Leute“ bezeichnet werden und „vor unbedachtem Reden, wodurch Haß und Erbitterung erzeugt, und der Weg zu sträflicher Thätlichkeit gebahnt wird“, gewarnt wird. Die Verfügung richtet sich auch an die „Judenschaft, daß sie jeder Veranlassung zur Beunruhigung hiesiger Stadt sorgfältig vermeiden und durch unbescheidenes Benehmen und Anmaßung der christlichen Einwohnerschaft nicht Anlaß zu gerechten Beschwerden geben werde.“ Ab dem 12. August konnte eine massive Militärpräsenz und Einsatz der Bürgerwehr die Lage beruhigen. Die jüdischen Familien kehrten in den folgenden Tagen wieder nach Frankfurt zurück.

### Franken, Baden, Großherzogtum Hessen, Kurhessen – August 1819
Etwa zeitgleich zu Frankfurt griffen die Krawalle auf das bayerische Ober- und Unterfranken über. Zu schweren mehrtägigen Ausschreitungen kam es zwischen dem 8. und 12. August in Bamberg und Bayreuth, wo jüdische Häuser mit Steinen beworfen wurden und die örtlichen Polizeikräfte Mühe hatten, die Krawalle zu unterbinden. Weil sich die Betroffenen nicht ausreichend beschützt sahen, wandten sie sich mit Petitionen direkt an die Staatsregierung. Diese machte die Gemeinden kollektiv für etwaige Schäden und Kosten für notwendige Soldatenquartiere haftbar, um so deren Schutz für die jüdischen Bürger zu erzwingen. Weitere schwere Vorfälle ereigneten sich in den Dörfern Rimpar und Sommerach in der Nähe von Würzburg, wo am 18. August die Synagogen verwüstet wurden. Das nahe Würzburg gelegene Heidingsfeld, wohin sich einige der jüdischen Bürger aus Würzburg geflüchtet hatten, war ab dem 21. August Schauplatz von Brandstiftungen, weshalb dort einigen jüdischen Mietern gekündigt wurde.

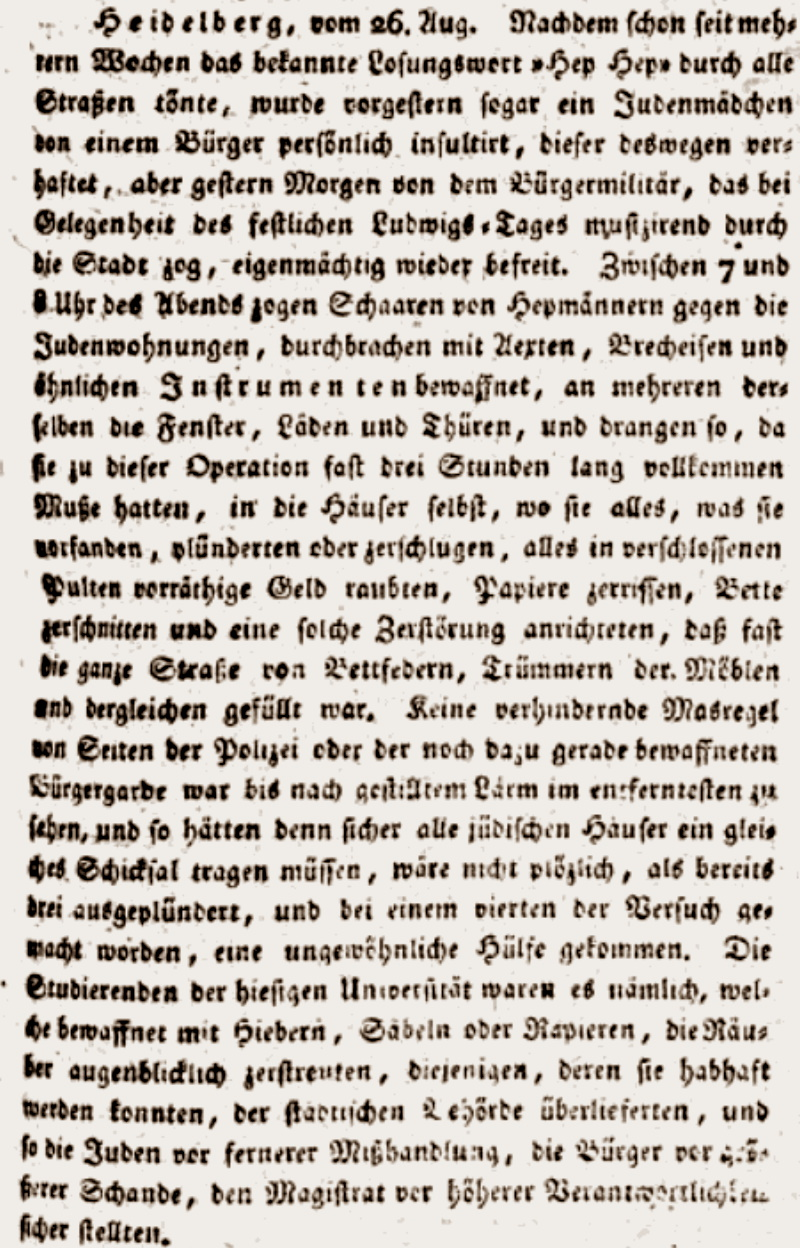
Bericht über die Krawalle in Heidelberg In: Rheinische Blätter. 31. August 1819

Baden war im weiteren Verlauf des Augusts die Region mit den häufigsten schweren Ausschreitungen. In Karlsruhe kam es am 16./17. August zu ersten „Hep-Hep“-Rufen und am 27./28. August zu größeren Unruhen, unter anderem Steinwürfe auf jüdische Häuser.
Besonders heftige Ausschreitungen ereigneten sich am 25. August in Heidelberg. Während des Heidelberger Judensturms verwüsten und plünderten die Angreifer über drei Stunden ohne Einschreiten der Ordnungskräfte die Häuser dreier jüdischer Handwerker. Erst das Einschreiten von 200 Heidelberger Studenten und des Juristen Anton Thibaut konnte die Ausschreitungen beenden.

„Zwischen 7 und 8 Uhr des Abend zogen Schaaren von Hepmännern gegen die Judenwohnungen, durchbrachen mit Aexten, Brecheisen und ähnlichen Instrumenten bewaffnet, an mehreren derselben die Fenster, Läden und Thüren, und drangen so, da sie zu dieser Operation fast drei Stunden lang vollkommen Muße hatten, in die Häuser selbst, wo sie alles, was sie vorfanden, plünderten oder zerschlugen, alles in verschlossenen Pulten vorräthige Geld raubten, Papiere zerrissen, Bette zerschnitten und eine solche Zerstörung anrichteten, daß fast die ganze Straße von Bettfedern, Trümmern der Möblen und dergleichen gefüllt war. Keine verhindernde Maaßregel von Seiten der Polizey oder der noch dazu gerade bewaffneten Bürgergarde war bis nach gestilltem Lärm im entferntesten zu sehen und so hätten denn sicher alle jüdischen Häuser ein gleiches Schicksal tragen müssen, wäre nicht plötzlich, als bereits drey ausgeplündert und bey einem vierten der Versuch gemacht worden, eine ungewöhnliche Hülfe gekommen. Die Studierenden der hiesigen Universität waren es nämlich, welche bewaffnet mit Hiebern, Säbeln oder Rapieren, die Räuber augenblicklich zerstreuten, diejenigen, deren sie habhaft werden konnten, der städtischen Behörde überlieferten und so die Juden vor fernerer Mißhandlung, die Bürger vor größerer Schande, den Magistraten vor höherer Verantwortlichkeit sicher stellten.“

In Darmstadt, der Hauptstadt des Großherzogtums Hessen, kam es zu schweren Ausschreitungen. Kleinere Vorfälle sind auch aus Kurhessen überliefert, beispielsweise aus Fulda, Kassel, Rotenburg, Marburg sowie einigen kleineren Ortschaften. Hier verhinderte aber das rigide Durchgreifen der Behörden eine Ausweitung der Krawalle.

### Hamburg – 19. bis 26. August 1819
In Hamburg mit der damals etwa 6.000 Personen zählenden größten jüdischen Gemeinde im Deutschen Bund waren nach der französischen Eroberung 1810 alle Unterschiede von Bürgern verschiedener Religionszugehörigkeit aufgehoben worden. Seit dem Wiener Kongress gab es Bestrebungen, die Gleichstellung wieder rückgängig zu machen. Die Nachrichten aus Süddeutschland führten deshalb zu einer angespannten Lage in der Stadt, und sowohl von der jüdischen Gemeinde als auch vom Hamburger Senat wurden Unruhen befürchtet.
Die Hep-Hep-Krawalle in Hamburg begannen am 19. August, als jüdische Gäste aus einem Kaffeehaus an der Binnenalster vertrieben wurden. In den folgenden Tagen ereigneten sich zunächst einige Schlägereien, wobei ein von einer Gruppe jüngerer Juden organisierter Selbstschutz an den Eskalationen mitbeteiligt war. Die jüdische Gemeinde, die das Vorgehen des Selbstschutzes missbilligte, wandte sich daraufhin an den Hamburger Senat, der die Eskalationen scharf verurteilte und eine Ausweitung der Unruhen verhindern wollte. Am 24. und 25. August kam es dennoch zu großen Menschenaufläufen und massiven Gewaltexzessen. Die Angriffe richteten sich gegen jüdische Wohn- und Geschäftshäuser, deren Scheiben eingeworfen wurden. Für den 25. August sind solche Angriffe bei 15 Häusern überliefert. Bei den Krawallen wurden auch viele jüdische Bürger verprügelt, die Gewalt richtete sich aber auch gegen Ordnungskräfte, wobei einzelne Mitglieder der zur Unterdrückung der Unruhen eingesetzten Bürgerwehr zu den Angreifern überwechselten. Erst am 26. August beendete die Verhängung des Ausnahmezustands und ein Militäreinsatz mit Androhung des Gebrauchs von Schusswaffen die Unruhen. Viele jüdische Bewohner Hamburgs waren inzwischen aus der Stadt nach Altona geflohen, das damals zu Dänemark gehörte. Der Hamburger Senat nutzte in den kommenden Monaten die Vorfälle, um die vollständige Gleichstellung der Juden aufzuheben.
Die Beurteilungen über das Ausmaß der Krawalle in Hamburg in der Forschung sind disparat. Während auf der einen Seite das „energische Durchgreifen des Hamburger Senats“ hervorgehoben wird, zählt Hamburg dennoch zu den vier Städten mit den schwersten mehrtägigen Ausschreitungen. Das Militär wurde erst eingesetzt, nachdem die Lage zwei Tage voll eskaliert war.

### Dänemark – September 1819

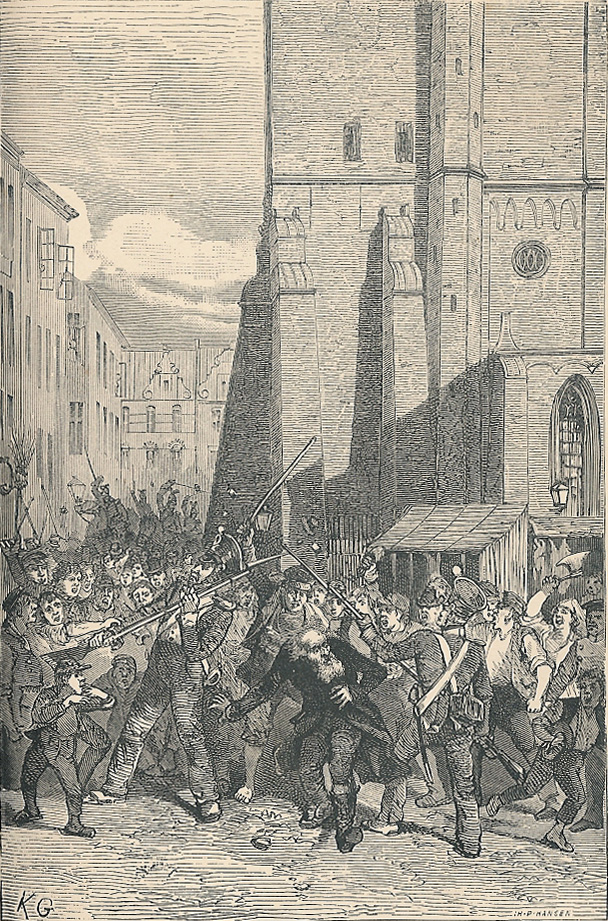
Knud Gamborg: Jødefejden (Judenfehde) September 1819 in Kopenhagen, Radierung von 1881.

Anfang September griffen die Krawalle nach Dänemark über. Der dänische König Friedrich VI. hatte 1814 jüdischen Bewohnern das volle Bürgerrecht verliehen. Der Staatsbankrott von 1813 hatte zuvor zu sozialen Spannungen geführt und die nationale Demütigung durch die erzwungene Abtretung Norwegens an Schweden im Jahr 1814 hatten die Unzufriedenheit in der Bevölkerung zusätzlich verstärkt. Jüdische Bankiers und Großkaufleute wurden für die Geldpolitik verantwortlich gemacht und ihnen wurden betrügerische Transaktionen und Spekulationen vorgeworfen. Bereits im Jahr 1813 kam es in diesem Zusammenhang zu einer publizistischen Kontroverse über die von Friedrich Buchholz 1803 veröffentlichte Schrift Moses und Jesus, die als „litterære jødefejde“ (literarische Judenfehde) bezeichnet wird.
Die Hep-Hep-Unruhen in Deutschland führten in diesem gesellschaftlichen Klima auch in mehreren Städten Dänemarks im September 1819 zu antijüdischen Unruhen und Ausschreitungen, auch weil sich das Gerücht verbreitete, die aus Hamburg geflüchteten jüdischen Bürger könnten von der Regierung in Kopenhagen angesiedelt werden. Ausgelöst durch antijüdische Plakatanschläge an der Kopenhagener Börse am 3. September kam es zu heftigen und mehrtägigen Ausschreitungen, bei denen jüdische Geschäftshäuser verwüstet und geplündert und zahlreiche Personen misshandelt wurden. Während der Krawalle richteten die Angreifer ihren Protest auch gegen den König, der deshalb entschieden durchgriff und die mehrtägige „korporlige jødefejde“ (körperliche Judenfehde) am 7. September durch die Verhängung des Ausnahmezustandes und einen massiven Militäreinsatz mit Schießbefehl beendete. Einige Angreifer und Randalierer wurden dabei verletzt. Die Unruhen flammten in Kopenhagen noch bis in den Januar 1820 immer wieder auf. Auch in anderen Orten in der Nähe Kopenhagens ereigneten sich Krawalle, besonders heftig am 12. September in Odense. Anders als in vielen Staaten des Deutschen Bundes setzte die dänische Regierung danach ihre Politik der Judenemanzipation fort, verband sie aber mit der Forderung nach einer stärkeren Assimilation der jüdischen Bürger.

### Danzig – 28. und 29. September 1819
In Preußen gab es aufgrund der Wachsamkeit der Behörden, die auch Veröffentlichungen in der Presse zu den Krawallen zu unterbinden versuchten, vergleichsweise nur kleinere Vorfälle. Eine Ausnahme bildet Danzig, wo es bereits 1817 kleinere Ausschreitungen auf dem Dominik-Jahrmarkt gegeben hatte. Andere Faktoren wie die Verarmung von Teilen der Stadtbewohner seit den napoleonischen Kriegen und der Zuzug orthodoxer polnischer Juden hätten zu einer starken antijüdischen Stimmung geführt. Die schweren Ausschreitungen dauerten in Danzig zwei Tage. Am 28. September warfen Angreifer die Fensterscheiben mehrerer Synagogen ein. Am nächsten Tag richteten sich die Angriffe gegen jüdische Geschäfts- und Wohnhäuser. Nach Aufrufen zu Plünderungen konnten „mehrere Kompanien Infanterie“ die Krawalle beenden. Die Unruhen flammten hier in den kommenden Jahren immer wieder auf.

### Frankreich – September 1819
Neben Dänemark und Danzig sind Vorfälle außerhalb des Deutschen Bundes noch im Elsass und in Lothringen überliefert, wobei sich an den sieben nachgewiesenen Orten nur jeweils kleinere Vorfälle ereigneten.

### Rheinland – Oktober 1819
In Dormagen löste Mitte Oktober ein Kindsmord Ausschreitungen aus, nachdem das Gerücht eines Ritualmords die Runde gemacht hatte. In diesem Zusammenhang gab es am 20. Oktober einen Tumult, als sich dort eine größere Menschenmenge vor dem Haus eines jüdischen Bewohners versammelte und „Hep-Hep“ skandierte. Die örtlichen Behörden griffen schnell ein und verhinderten die Ausweitung der Unruhen, allerdings kam es im Laufe des Monats noch zu einigen letzten kleineren Vorfällen im Zusammenhang der Hep-Hep-Krawalle in der näheren Umgebung.

## Hintergründe und Deutung der Krawalle

### Ursachen und Vorgeschichte
Zeitgenossen zeigten sich von den Hep-Hep-Krawallen überrascht, dennoch „geschahen sie keineswegs zufällig. […] Sie stellten auch keinen Rückfall ins Mittelalter dar, sondern waren durchaus Ausdruck einer aktuellen Konfliktsituation“. Während der napoleonischen Herrschaft waren in den besetzten Provinzen, in verschiedenen Rheinbund-Staaten und auch in Preußen viele Reformbestrebungen umgesetzt worden, unter anderem auch Gesetze zur Gleichstellung der jüdischen Bürger. In verschiedenen Judenedikten wurde ihnen das Recht zur Gewerbe- und Niederlassungsfreiheit zuerkannt. Die Edikte auf den gesamten Deutschen Bund zu übertragen scheiterte beim Wiener Kongress. In vielen seiner Mitgliedsstaaten gab es in den Jahren darauf heftige Kontroversen darüber, die Judenemanzipation wieder rückgängig zu machen. Thomas Nipperdey nannte die Proteste deshalb „eine Art Revolte der alten gegen die neue Zeit“. In Würzburg war diese Debatte der Auslöser für die Krawalle.
In der Forschungsliteratur werden die Ursachen der Krawalle unterschiedlich gedeutet. Eleonore Sterling, die bereits in den 1950er Jahren zu den „Anfängen des politischen Antisemitismus“ geforscht hat, erklärte sie als eine Form eines allgemeinen Sozialprotests im Übergang vom religiös motivierten Antijudaismus zum modernen Antisemitismus. Die durch das Jahr ohne Sommer und den zunehmenden Import billiger englischer Manufakturwaren ausgelöste Wirtschaftskrise und die wachsende Armut in der Bevölkerung hätten Sozialneid gegen jüdische Bürger geschürt und somit die Krawalle entfacht. Stefan Rohrbacher hat in seiner Dissertation Gewalt im Biedermeier von 1993 hervorgehoben, dass den Krawallen an den verschiedenen Orten jeweils unterschiedliche und spezifische Konfliktsituationen und Ursachen zugrunde lagen. Werner Bergmann sieht 2020 den Hauptgrund für die lokalen Konflikte in der durch die Judenedikte möglichen Neuansiedlung jüdischer Bürger, was zu einer Konkurrenzsituation und schließlich zu den Gewaltexzessen geführt habe. Dass Menschenrechte und die Judenemanzipation „eben nicht von unten eingeklagt wurden, sondern sich obrigkeitlichem Zwang, zum Teil auch durch Napoleon, verdankten“, habe zu dem Eindruck geführt, die jüdischen Bürger hätten mit dem Staat konspiriert, was den Konflikt zusätzlich angeheizt habe.
Die Angreifer setzten sich laut Bergmann wesentlich aus „Handwerkern, Kleinbürgern und dem gewerblichen Mittelstand“ zusammen, die laut vieler zeitgenössischer Berichte von Personen aus der Unterschicht unterstützt wurden. Einige Burschenschafter können als Vordenker der antijüdischen Stimmungen gelten, waren aber keine maßgeblichen Akteure der Ausschreitungen.

### Formen der Gewalt
Frühere historische Darstellungen der Hep-Hep-Krawalle wie beispielsweise von Léon Poliakov beschreiben den typischen Verlauf der Gewaltexzesse wie folgt:

„Die Unruhen […] begannen im allgemeinen mit einer Zusammenrottung, während der die jüdischen Passanten belästigt wurden; dann stürzte sich die mit Äxten und Eisenstangen bewaffnete Menge unter Hep!-Hep!-Rufen in das jüdische Wohnviertel oder die Judengasse, um sich dort einer systematischen Plünderung hinzugeben. Oft bildete die Synagoge das erste Ziel; sie wurde mit aller Gründlichkeit ausgeplündert. Gewalttaten wurden zwar in einem überreichen Maße verübt, doch blieben Mordfälle dabei selten.“

Stefan Rohrbacher hat durch die ausführliche Rekonstruktion der Vorfälle deutlich gemacht, dass es eine solche Form der Ausschreitungen an keinem Ort gegeben hat. Die meisten Schilderungen der Krawalle bezögen sich erstens auf Menschenansammlungen, die „Hep-Hep“-Rufe skandierten, sowie auf Steinwürfe gegen jüdische Wohn- und Geschäftshäuser. Heftigere Gewaltexzesse oder Tumulte mit einem randalierenden und gewaltbereiten Mob hat es in den oben aufgeführten 14 Orten gegeben. Zu massiven Plünderungen wie etwa in Heidelberg kam es selten. Verwüstungen von Synagogen sind für den 18. August aus Rimpar und Sommerach und für Ende August aus Würzburg (also einige Wochen nach den dortigen Ausschreitungen) belegt. Zu Schießereien kam es in Würzburg und in Frankfurt. Dass es bei den Gewaltexzessen 1819 keine jüdischen Todesopfer gab, erklärt Eleonore Sterling:

„Mitten in diesem Lärm und wütenden Spektakel nach Ermordung des Juden in effigie, nach Vernichtung seines Eigentums und Schändung seiner heiligen Stätten, macht der tobende Haufe aber plötzlich halt: die lebenden Menschen werden von keinem angetastet. – Damals kommen die Juden noch mit dem Leben davon.“

### KrawalleoderPogrome
Gelegentlich werden die Hep-Hep-Krawalle auch als Pogrome bezeichnet. Der Historiker Daniel Gerson bezeichnet die Ereignisse als „pogromartige Ausschreitungen“. Werner Bergmann definiert Pogrome als

„eine nicht oder nur gering organisierte, einseitige und nicht-staatliche Form kollektiver sozialer Kontrolle, als extralegale gewaltsame Selbsthilfe seitens einer im Namen der Mehrheit handelnden Gruppe, die dann einsetzt, wenn diese von Seiten des Staates keine Abhilfe gegen eine als Bedrohung empfundene Normverletzung durch eine andere Gruppe erwartet.“

Für die Hep-Hep-Krawalle sind nicht alle Merkmale dieser Definition erfüllt, weil die betroffenen Staaten die Ausschreitungen in der Regel zu unterbinden versuchten. Die Pogrome Ende des 19. Jahrhunderts in Russland, wo der Begriff in den 1880er Jahren geprägt und bei denen hunderte jüdische Menschen getötet wurden, waren in ihrem Ausmaß zudem deutlich exzessiver, weshalb der zwar wenig trennscharfe Begriff Krawalle für die Beschreibung der Ereignisse im Jahr 1819 dem Begriff Pogrom in der Literatur meist vorgezogen wird. Zeitgenössisch wurden die Ausschreitungen auch als Unruhen, Exzesse, Gärungen oder Tumulte bezeichnet.

### Entwicklung und Herkunft des Begriffs „Hep-Hep“
Die Herkunft des antijüdisch konnotierten Ausrufs „Hep-Hep“ (auch „Hepp-Hepp“), der 1819 bereits weit verbreitet war, wird unterschiedlich abgeleitet. Als wahrscheinliche Wortherkunft wird Hep als Ausruf von Viehtreibern gedeutet, wie es auch das Deutsche Wörterbuch der Brüder Grimm von 1877 erklärt. In Franken war Hep geläufig entweder als Lockruf, die Aufforderung an Ziegen, davonzulaufen (hau ab, lauf weg!), oder auch als Befehl zu springen, z. B. bei Dressur und Darbietungen im Zirkus. Rainer Wirtz, Detlev Claussen und Stefan Rohrbacher vermuteten deshalb, der Ziegen- oder Tieranruf sei ursprünglich in Süddeutschland auf jüdische Personen übertragen worden.
Hep wird auch als Abkürzung für Kreuzfahrerparole: Hierosolyma est perdita („Jerusalem ist verloren“) gedeutet. Werner Bergmann und Rainer Erb halten diese Deutung für unwahrscheinlich, da die Kreuzfahrerparole korrekt „Hierosolyma sunt perdita“ lautete, ihre Tradierung in Handwerkerkreisen nicht bezeugt sei und diese kaum Latein gekannt und benutzt hätten. Zeitgenössische Zeitungsberichte erklärten Hep auch als Variante von Heb, das Hebräer abkürzen sollte. Andere erklärten es als Kombination der Anfangsbuchstaben der drei großen historischen Judenfeinde: Haman, Esau, Pharao.

## Reaktionen und Folgen

### Staatliche Reaktionen und Karlsbader Beschlüsse
Die staatlichen Behörden reagierten zwiespältig auf die Ausschreitungen. In der Anfangsphase der Krawalle griffen Regierungsbehörden, Polizei oder Militär oft zögerlich ein, um die Gewalt zu beenden. An anderen Orten reagierten die staatlichen Behörden unverzüglich und konnten so beginnende Ausschreitungen unterbinden, beispielsweise in Preußen. Anne Purschwitz erklärt in ihrer 2018 veröffentlichten Dissertation Jude oder preußischer Bürger hierzu:

„Der wohl entscheidende Grund für die verhältnismäßig geringen Ausschreitungen in Preußen war das zügige Eingreifen der Behörden, die dem Ausbruch von Krawallen durch Ordnungsmaßnahmen zuvorkamen. Dabei basierten diese Maßnahmen nicht ausschließlich auf der Absicht, Juden zu schützen. Der wichtigere Faktor für die massiven Bemühungen war die Angst der preußischen Regierung vor geheimbündlerischen Umtrieben, liberalen Entwicklungen und revolutionären Ideen. Es scheint andererseits fraglich, ob es zu einem solchen Eingreifen gekommen wäre, wenn ‚nur‘ antijüdische Pogrome befürchtet worden wären […].“

Ein wichtiger Zusammenhang besteht auch zwischen den Hep-Hep-Krawallen und der zufällig zeitgleich (vom 6. bis zum 30. August 1819) tagenden geheimen Ministerialkonferenz in Karlsbad. Ausgelöst durch die Ermordung Kotzebues im März 1819 standen die Verhandlungen unter unmittelbarem Eindruck der vielerorts eskalierenden Gewalt. Die Regierungsbehörden der Mitgliedsstaaten des Deutschen Bundes vermuteten hinter den Krawallen „revolutionäre Umtriebe“ organisierter Burschenschafter und setzten zur Klärung einen Untersuchungsausschuss in Mainz ein. Metternich äußerte sich in einem Brief vom 14. August 1819:

„Sobald [sich] Ausbrüche der rohen Masse einmal […] in einem Staat gezeigt haben, ist sonst keine Sicherheit vorhanden, dass dieselben nicht zu jedem Augenblick und über jeden anderen Gegenstand wieder entstehen könnten.“

Die durch die Ausschreitungen angeheizte Revolutionsangst hatte Einfluss auf die Verhandlungen und Ergebnisse der Karlsbader Beschlüsse. Eine Erklärung hierfür gibt Jacob Katz:

„Die Konferenz wurde am 6. August eröffnet, und während ihrer Sitzungen erhielt sie die Nachrichten über die Ereignisse in Würzburg und Frankfurt. Damals waren noch keine Beschlüsse in Bezug auf die Mittel gefasst worden, die politische Unruhe zu zügeln. Die Meinungen waren geteilt zwischen einer gewissen Liberalität und einem scharfen Vorgehen. Die Berichte über die Angriffe auf die Juden bestärkten natürlich die letztere Richtung.“

Die Beschlüsse wurden vor dem Hintergrund der Unruhen am 20. September – und damit sehr schnell – verabschiedet. Die strikten Überwachungs- und Unterdrückungsmaßnahmen trugen dazu bei, dass die Welle der antijüdischen Gewaltexzesse im Oktober 1819 gebrochen wurde.

### Auswirkungen auf die Judenemanzipation
Die betroffenen jüdischen Bürger waren zunächst schockiert durch die Krawalle. Viele Betroffene flüchteten kurzfristig aus den Städten mit den schwersten Ausschreitungen, es kam aber nur zu wenigen endgültigen Abwanderungen an den betroffenen Orten. Während „manche der Aufklärer die Ereignisse möglichst schnell aus dem Gedächtnis löschen“ wollten, gründete sich in Berlin als Reaktion auf die Krawalle unter Führung von Eduard Gans der Verein für Cultur und Wissenschaft der Juden mit dem Ziel der Reform des Judentums und der Verhinderung weiterer antijüdischer Gewalt. Jacob Katz urteilt, dass die Krawalle

„die jüdischen Zeitgenossen erschreckte, verwirrte und sie zwang, sich gedanklich damit auseinanderzusetzen, um sich in dieser neuen Realität zurechtzufinden, in die sie hineingeraten waren. Die Erschütterungen führten zu leichten Schwankungen nach dieser oder jener Seite, jedoch von der Bahn, die sie betreten hatten, wichen die Zeitgenossen nicht ab - es war die Bahn der Einordnung in die Umgebung.“

Die Hep-Hep-Krawalle führten zu regional unterschiedlichen Rückschritten bei der jüdischen Emanzipation, so etwa in Bayern, wo die angedachte Reform des Judenedikts zurückgenommen und erst in den 1830er Jahren umgesetzt wurde. Die Warnung vor möglichen weiteren Krawallen dienten dabei als Vorwand gegen eine Ausweitung der Judenemanzipation. Laut Daniel Gerson stellte „diese erste internationale Pogromwelle“ für die Frage, ob Juden in den neu sich bildenden Nationalstaaten als Staatsbürger akzeptiert werden würden, „ein Präjudiz von großer Tragweite dar“. Im Laufe der 1860er Jahre wurde die völlige Gleichstellung der Juden in verschiedenen deutschen Ländern Gesetz, die mit der Reichsgründung 1871 dann im ganzen Deutschen Reich galt.

## Überlieferung

### Schriftliche Quellen

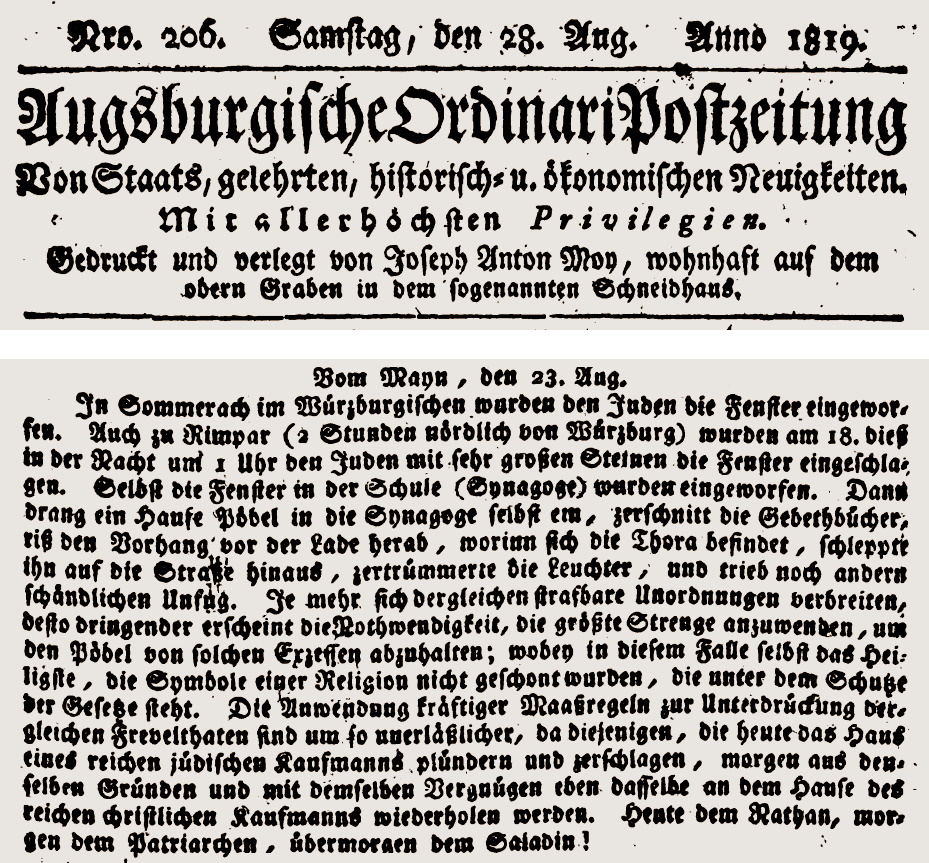
Beispiel eines Zeitungsartikels zu den Hep-Hep-Krawallen: Augsburgische Ordinari Postzeitung vom 28. August 1819 über die Krawalle in Sommerach und Rimpar bei Würzburg: „Dann drang ein Haufe Pöbel in die Synagoge selbst ein, zerschnitt die Gebethbücher, riß den Vorhang vor der Lade herab, worinn sich die Thora befindet, schleppte ihn auf die Straße hinaus, zertrümmerte die Leuchter, und trieb noch andern schändlichen Unfug.“

Eine Quellenedition zu den Hep-Hep-Krawallen liegt bislang nicht vor. Die Rekonstruktion der Vorfälle beruht erstens auf behördlichen Akten, zweitens auf Flugblättern, Proklamationen, Drohbriefen und Plakaten, drittens auf einigen Briefen und anderen persönlichen Aufzeichnungen sowie viertens auf zahlreichen Zeitungsberichten, die selbst auch Auslöser für die Ausbreitung der Krawalle waren. Die Presse berichtete regional unterschiedlich über die Krawalle. Während „eine umfangreiche und detaillierte Berichterstattung in den süddeutschen Zeitungen erfolgte“, wurden in Preußen kaum Zeitungsmeldungen über die Ausschreitungen veröffentlicht.
Gegen jüdische Bürger gerichtete Drohungen waren oft mit antijüdischen und religiösen Behauptungen und Ressentiments unterlegt, wie diese Proklamation aus Danzig (vermutlich vom September 1819) deutlich macht:

„Brüder in Christo!
Auf, auf, sammelt euch, rüstet euch mit Muth und Kraft gegen deine Feinde unseres Glaubens, es ist Zeit, das Geschlecht der Christusmörder zu unterdrücken, damit sie nicht Herrscher werden über euch und unsere Nachkommen, denn stolz erhebt schon die Juden Rotte ihre Häupter und spotten unserer Ehrfurcht, daß wir unsere Knie beugen für den, den sie gewürgt, darum nieder! nieder mit ihnen, ehe sie unsere Priester kreutzigen, unsere Heiligthümer schänden und unsere Tempel zerstören, noch haben wir Macht über ihnen und die Gewalt ist in unseren Händen, darum laßt uns jetzt ihr sich selbst gefälltes Urtheil an ihnen vollstrecken, laut dem sie geschrien: Sein Blut komme über uns und unsere Kinder! Auf, wer getauft ist, es gilt der heiligsten Sache, fürchtet nichts und zögert keine Stunde, den Streit für den Glauben offen zu wagen. Diese Juden, die hier unter uns leben, die sich wie verzehrende Heuschrecken unter uns verbreiten, und die das ganze preußische Christentum dem Umsturz drohen, das sind Kinder derer, die da schrien: kreutzige, kreutzige.
Nun auf zur Rache! unser Kampfgeschrey sey Hepp! Hepp!! Hepp!!!
Aller Juden Tod und Verderben, Ihr müßt fliehen oder sterben.“

### Radierung von Johann Michael Voltz

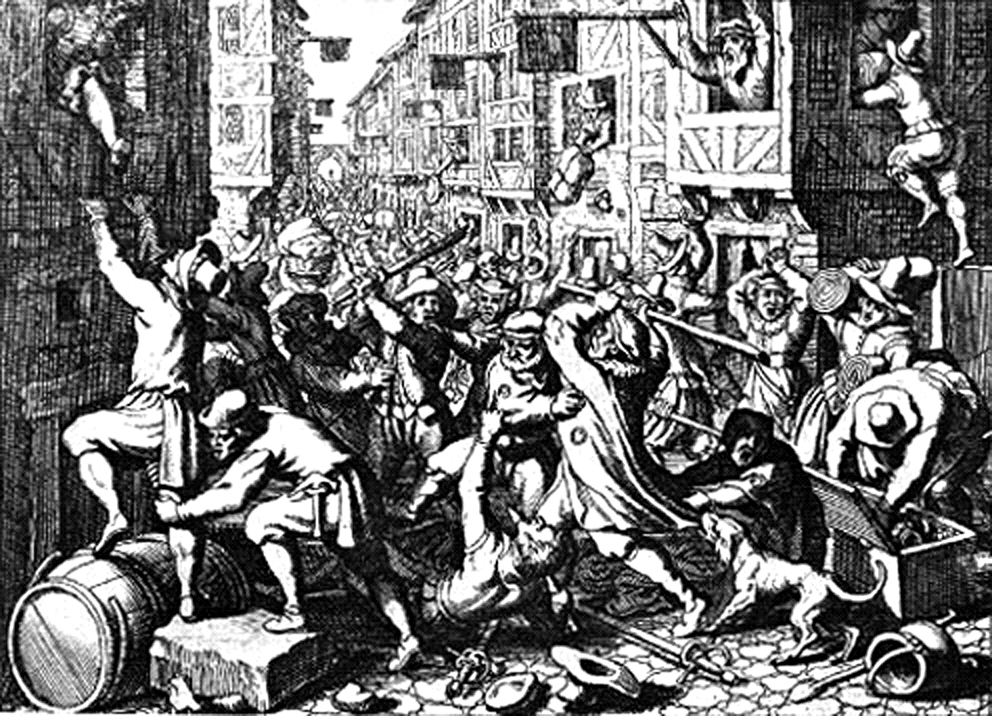
Matthäus Merian: Der Fettmilch-Aufstand 1614, Radierung von 1628

Die Radierung von Johann Michael Voltz (1784–1858) ist eine bekannte Bildquelle zu den Hep-Hep-Krawallen. Der Druck wurde in Nürnberg bei Friedrich Campe verlegt und wird unterschiedlich entweder mit Würzburg oder Frankfurt untertitelt. Voltz war kein Augenzeuge der Ereignisse, stützte seine bildliche Darstellung offenbar auf damalige Berichte und hat offenbar einen fiktiven Schauplatz gezeichnet, denn die abgebildeten Gebäude lassen sich weder Frankfurt noch Würzburg eindeutig zuordnen. Voltz lehnt sich in seiner Abbildung offenbar an den Stich von Matthäus Merian an, der den Fettmilch-Aufstand 1614 in der Frankfurter Judengasse darstellt.
Das ganze Bild illustriert einen ungeheuren Gewaltexzess. Wohnungen werden geplündert und Stühle, Porzellan, Töpfe, Flaschen, anderer Hausrat, Schubladen, ein Laken und ein großer Spiegel auf die Straße geworfen. Der Zeichner legt nahe, dass auch Frauen an den Ausschreitungen beteiligt waren. Bei der auf den Mann rechts einschlagenden Person mit Weste und Frack könnte es sich laut Amos Elon vielleicht um einen Apotheker oder einen Schullehrer handeln. Von links sieht man Kavallerie in die Stadt einziehen. Im Hintergrund sind einige jüdische Männer mit Dreispitz- und Zylinderhüten und Bärten zu erkennen, die von einem mit zweizinkigen Heugabeln, Holzknüppeln und auch einer Axt bewaffneten Mob angegriffen werden. Ein Mann schießt aus einem Fenster in die Menge. Die Wohnung, aus der er schießt, hat er zuvor offenbar mit einer Leiter erklommen.

## Rezeption und Forschungsstand

### Zeitgenössische Rezeption

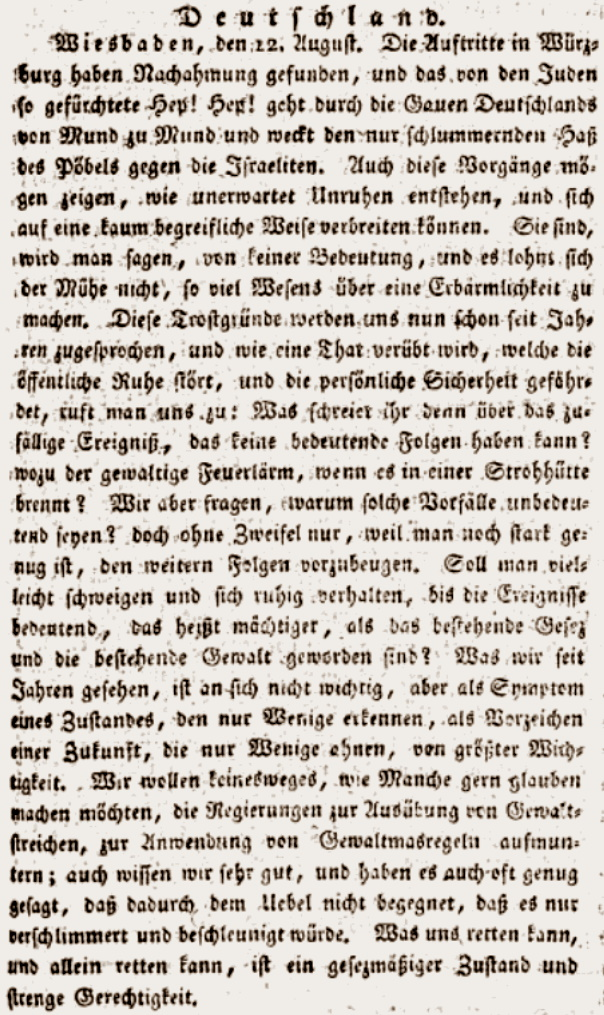
Kommentar zu den Hep-Hep-Krawallen In: Rheinische Blätter. 14. August

Die Hep-Hep-Krawalle stießen 1819 auf ein großes Medienecho und wurden von einer „breiten Öffentlichkeit wie bei Zeitungsschreibern, Politikern und Intellektuellen“ aufmerksam verfolgt und von restaurativen Kräften auch dazu instrumentalisiert, Furcht vor revolutionären Umtrieben und Verschwörungen zu schüren. Zur allgemeinen zeitgenössischen Rezeption der Hep-Hep-Krawalle in der Publizistik stellt Anne Purschwitz fest:

„Die Wirkung der Übergriffe auf die publizistische Auseinandersetzung war nur gering. Abgesehen von Flugschriften und Anschlägen, die sich auch nach 1819 wiederholt fanden und in denen auf die Hep-Hep-Unruhen Bezug genommen wurde, kam es nur zu einer oberflächlichen zeitgenössischen Analyse der Ereignisse  […].“

Nur gelegentlich findet sich in den Quellen eine kritische Auseinandersetzung mit den Unruhen und Ausschreitungen wie in diesem Kommentar des liberalen Publizisten Johannes Weitzel in den Rheinischen Blättern vom 14. August 1819:

„[…] das von den Juden so gefürchtete Hep! Hep! geht durch die Gauen Deutschlands von Mund zu Mund und weckt den nur schlummernden Haß des Pöbels gegen die Israeliten. Auch diese Vorgänge mögen zeigen, wie unerwartet Unruhen entstehen, und sich auf eine kaum begreifliche Weise verbreiten können. Sie sind, wird man sagen, von keiner Bedeutung, und es lohnt sich der Mühe nicht, so viel Wesens über eine Erbärmlichkeit zu machen. […] Was schreiet ihr denn über das zufällige Ereigniß, das keine bedeutende Folgen haben kann? […] Soll man vielleicht schweigen und sich ruhig verhalten, bis die Ereignisse bedeutend, das heißt mächtiger, als das bestehende Gesetz und die bestehende Gewalt geworden sind? Was wir seit Jahren gesehen, ist an sich nicht wichtig, aber als Symptom eines Zustandes, den nur Wenige erkennen, als Vorzeichen einer Zukunft, die nur Wenige ahnen, von größter Wichtigkeit. […]
 Was uns retten kann, und allein retten kann, ist ein gesetzmäßiger Zustand und strenge Gerechtigkeit.“

1819 erschienen außerdem zwei Publikationen, in denen die Krawalle zu rechtfertigen versucht wurden. Unter dem Pseudonym Kacadaeus wurde noch während der Krawalle 1819 das Theaterstück Der reiche Moyses in der Klemme, oder, Hep! Hep! veröffentlicht, in dem die Gewalt als „verdiente Strafe für das Wuchern und Schachern der jüdischen Figuren“ dargestellt wird. Zweitens publizierte Hartwig von Hundt-Radowsky unter unmittelbarem Eindruck der Krawalle Ende Oktober 1819 das auflagenstarke und später oft rezipierte antijüdische Pamphlet Judenspiegel, das als frühes Zeugnis der Forderung nach einer „Ausrottung und Vertreibung der Juden“ gilt und in dem er auf die Ereignisse vom August 1819 Bezug nimmt:

„Am Beßten wäre es jedoch, man reinigte das Land ganz von dem Ungeziefer, und hiezu giebt es gleichfalls zwei Mittel. […] Entweder, sie durchaus zu vertilgen, oder sie auch, wie Pharao, die Meininger, Würzburger und Frankfurter es gemacht haben, zum Lande hinausjagen. […] Obgleich ich, meines Orts, die Tödtung eines Juden weder für Sünde, noch für ein Verbrechen, sondern blos für ein Polizeivergehen halte, so werde ich doch nie rathen, sie, wie es jetzt in andern Fällen Mode zu werden scheint, ungehört zu verdammen und zu bestrafen.“

Jacob Katz hebt hervor, dass vor dem Hintergrund der Krawalle diese Hetzschrift in Bayern und Preußen verboten wurde: „Erst nachdem der Schaden geschehen war, begannen die Behörden, auch die die Juden betreffenden Veröffentlichungen zu kontrollieren. […] Vorher erlangten die Juden höchstens Schutz ihrer Person, aber ihr Glaube und ihr Gefühl waren Freiwild“.

### Heutige Rezeption
In der öffentlichen Erinnerungskultur spielen die Unruhen von 1819 nur eine untergeordnete Rolle. Es gibt keine Erinnerungsorte wie beispielsweise Denkmäler oder Gedenktafeln. So urteilte Detlev Claussen 1987 in seiner Darstellung Vom Judenhass zum Antisemitismus. Materialien einer verleugneten Geschichte über die Hep-Hep-Krawalle: „Im deutschen Geschichtsbewusstsein sind sie so gut wie gar nicht vorhanden – man hat sie vergessen“.

### Forschungsstand
Die Hep-Hep-Krawalle waren in der deutschsprachigen Geschichtsschreibung bis Ende der 1980er Jahre ein wenig beachtetes Ereignis. Eine erste historische Darstellung der Krawalle findet sich in der Geschichte der Juden von Heinrich Graetz (1900), die sich hauptsächlich auf die Beschreibungen in zeitgenössischen Zeitungsartikel stützt. Leo Günther hat in der Würzburger Chronik von 1925 erstmals Archivquellen zu den dortigen Krawallen ausgewertet. Nach dem Zweiten Weltkrieg hat sich zuerst Eleonore Sterling eingehender mit den Krawallen beschäftigt. Eine erste Gesamtdarstellung der Ereignisse findet sich bei Jacob Katz (als Aufsatz 1973 auf Hebräisch erschienen, 1994 als Monographie in deutscher Übersetzung). Inzwischen sind die Hep-Hep-Krawalle durch die Dissertation Gewalt im Biedermeier (1990) von Stefan Rohrbacher und die Monographie Die Nachtseite der Judenemanzipation von Rainer Erb und Werner Bergmann (1989) gründlich erforscht. Letzterer hat 2020 eine umfassende Darstellung Tumulte – Excesse – Pogrome zur Gewalt gegen Juden im Europa des 19. Jahrhunderts vorgelegt, in der sich der aktuelle Forschungsstand auch zu den Ereignissen an den verschiedenen Orten der Krawalle zusammengefasst findet. Darin wird auch auf verschiedene Einzelstudien zu den Vorfällen an bestimmten Orten verwiesen. In der dänischsprachigen Geschichtsschreibung ist 2019 eine umfassende Darstellung zu den jødefejden 1819 von Bent Blüdnikow erschienen.